# Мищенко, Григорий Антонович
Григорий Антонович Мищенко (25.04.1922 — 28.10.1991) — командир отделения 26-го отдельного огнемётного батальона (1-я гвардейская армия, 4-й Украинский фронт), сержант, участник Великой Отечественной войны, кавалер ордена Славы трёх степеней.

## Биография
Родился 25 апреля 1922 года в селе Коломийцы ныне Покровский район Днепропетровской области Украины. В 1934 году с семьёй переехал в село Грузское Куйбышевского (с 2016 - Бильмакского) района Запорожской области. Из семьи крестьянина. Украинец.
Окончил 8 классов в 1937 году. Трудился в колхозе разнорабочим.
В Красную армию призван Куйбышевским районным военкоматом Запорожской области Украинской ССР в мае 1941 года. Участник Великой Отечественной войны с июня 1941 года. Летом 1943 года воевал в составе 70-й отдельной фугасно-огнемётной роты в 20-м десантно-стрелковом корпусе Северо-Кавказского фронта, был уже сержантом и командиром отделения.
Отличился в боях на плацдарме «Малая земля» южнее Новороссийска. При высадке с корабля на плацдарм в ночь на 25 марта 1943 года под огнём разгружал опасное в обращении огнемётное снаряжение и доставлял его на передовую. 27 и 28 марта под шквальным огнём устанавливал свои фугасные огнемёты в десятках метров от немецких позиций на улице Азовская посёлка Станичка. По команде огнемёты были приведены в действие, уничтожив немецкие огневые точки. Также лично вёл наблюдение на переднем крае, выявляя цели для установки огнемётов, при этом принимал участие в отражении немецких атак и уничтожил 2 немецких солдат. За эти бои награждён своей первой наградой – медалью «За отвагу». Член ВКП(б)/КПСС с 1943 года.
Командир отделения 26-го отдельного огнемётного батальона (339-я стрелковая дивизия, Отдельная Приморская армия) сержант Мищенко Григорий Антонович проявил отвагу и доблесть в частной наступательной операции по расширению плацдарма советских войск на Керченском полуострове. В ночь на 23 января 1944 года на восточной окраине города Керчь он в числе первых ворвался в траншею противника, гранатами подавил огневую точку и сразил 3 солдат.
За образцовое выполнение боевых заданий Командования на фронте борьбы с немецкими захватчиками и проявленные при этом доблесть и мужество приказом войскам Отдельной Приморской армии № 0129/н от 31 января 1944 года сержант Мищенко Григорий Антонович награждён орденом Славы 3-й степени.
Командир отделения 26-го отдельного огнемётного батальона (1-я гвардейская армия, 4-й Украинский фронт) сержант Мищенко Григорий Антонович проявил отвагу и доблесть в боях в Карпатских горах. 18 декабря 1944 года восточнее города Трстена (ныне Словакия) при отражении немецкой контратаки, когда враг близки приблизился к советским позициям, первым поднялся в атаку и увлёк за собой своё отделение. За ними поднялись в атаку остальные бойцы. В этом бою был ранен, но остался в строю и продолжал вести бой. Только после того, когда враг был отброшен, согласился на эвакуацию в госпиталь. В этом бою лично истребил 2 немецких солдат.
За образцовое выполнение боевых заданий Командования на фронте борьбы с немецкими захватчиками и проявленные при этом доблесть и мужество приказом войскам 1-й гвардейской армии № 013/н от 10 января 1945 года сержант Мищенко Григорий Антонович награждён орденом Славы 2-й степени.
Командир отделения 26-го отдельного огнемётного батальона (подчинённость та же) сержант Мищенко Григорий Антонович 9 апреля 1945 года близ населённого пункта Малинка (ныне Словакия) подавил огневую точку противника. В ходе боя обнаружил группу немецких автоматчиков, выдвинулся к ним навстречу со своим отделением и совместно с бойцами уничтожил её.
За образцовое выполнение боевых заданий Командования на фронте борьбы с немецкими захватчиками и проявленные при этом доблесть и мужество Указом Президиума Верховного Совета СССР  от 15 мая 1946 года сержант Мищенко Григорий Антонович награждён орденом Славы 1-й степени.
На фронтах войны был дважды ранен. В ноябре 1946 года сержант Г. А. Мищенко демобилизован.
Жил в селе Грузское. В 1952 году окончил 3-месячные курсы офицеров запаса Черноморского флота. Младший лейтенант (1952). Работал помощником машиниста в локомотивном депо Пологи Пологовского района Запорожской области, затем на станции Камыш-Заря Куйбышевского района.
Скончался 28 октября 1991 года. Похоронен в селе Грузское.

## Награды
- Орден Отечественной войны I степени (11.03.1985)[3]
- Полный кавалер ордена Славы:
  - орден Славы I степени (15.05.1946)[4];
  - орден Славы II степени (10.01.1945)[5];
  - орден Славы III степени (31.01.1944)[6];
  - второй орден Славы III степени (20.5.1945)[4];
- медали, в том числе:
  - «За отвагу» (8.05.1943)[7]
  - «За оборону Кавказа» (вручён 1945)[8]
  - «В ознаменование 100-летия со дня рождения Владимира Ильича Ленина» (6 апреля 1970)
  - «За победу над Германией» (9 мая 1945[9])[4];
  - «20 лет Победы в Великой Отечественной войне 1941—1945 гг.» (7 мая 1965[10])
  - «30 лет Победы в Великой Отечественной войне 1941—1945 гг.»[11]
  - 40 лет Победы в Великой Отечественной войне 1941—1945 гг.[12]
  - «30 лет Советской Армии и Флота»[13]
  - «40 лет Вооружённых Сил СССР»[14]
  - «50 лет Вооружённых Сил СССР» (26 декабря 1967[15])
- Знак «25 лет победы в Великой Отечественной войне» (1970)

## Память
- На могиле установлен надгробный памятник
- Его имя увековечено в Главном Храме Вооружённых сил России, и навсегда запечатлено на мемориале «Дорога памяти»
- На Аллее Героев Мемориала Славы в районном центре посёлке городского типа Бильмак (бывший Куйбышево) установлен бюст Г. А. Мищенко.
- В локомотивном депо станции Пологое Запорожской области установлен памятник его труженикам – Г. А. Мищенко и Герою Советского Союза Я. Я. Швачко (2010).